# Daniel Joncktys
Daniel Joncktys (auch Daniël Jonctys oder Jonctijs; * 1600 in Dordrecht; † 1654 in Rotterdam) war ein niederländischer Mediziner und Dichter.
Über Joncktys Leben ist wenig bekannt. Er praktizierte zunächst als Arzt in Dordrecht. Dort begann er auch sein schriftstellerisches Wirken. Als Dichter verfasste er Minnesang. Seine Schriften zeichneten sich durch Satire und Kritik aus, so schrieb er auch gegen Folter oder Zauberei. Sein satirisches Gedicht Hedendaegse Venus en Minerva aus dem Jahr 1641 brachte ihm in Dordrecht einen Kirchenbann ein und hatte zur Folge, dass er 1643 nach Rotterdam übersiedelte.
Joncktys wurde in Rotterdam zum Schöffen gewählt und verblieb dort bis zu seinem Lebensende.

## Werke (Auswahl)
- Roselijns Ooghies ontleed, Dordrecht 1620–1623.
- Verhandeling der Toover-ziekte. Geschil van de Schoot- en Steekvrije. Geschil van de Wapen-zalve. Paracelsi Vrije konst... Dordrecht 1638.
- Hedendaagse Venus en Minerva; of Twistgesprek tussen die zelfde. Dordrecht 1641.
- Der Mannen Opper-waardigheyd, beweert tegen de Vrouwelyke Lof-redenen van Doctor Johan van Beverwyk, Rotterdam 1646.
- Minne-Dichten gepast op de bevalligheeden van de schoone Roselyn, Dordrecht 1660.